# Климов, Всеволод Валентинович
Всеволод Валентинович Климов (20.02.1930-23.09.2013) — советский и украинский учёный в области физикохимии, член-корреспондент АН Украины (1978), лауреат Государственных премий СССР (1975) и УССР (1984).

## Биография
Родился 20.02.1930 в Бийске.
Окончил Казахский государственный университет (1953).
С 1960 по 2000 г. работал в НИИ реактивов и химически чистых материалов для электронной техники (ВНИИреактивэлектрон, Донецк), зав. лабораторией физико-химических методов исследований, с 1961 г. начальник отдела физикохимии твёрдого тела, с 1962 г. одновременно зам. директора по науке.
Диссертации:
- Об электролитической диссоциации комплексных соединений четырёхвалентного олова и трехвалентной сурьмы : диссертация ... кандидата химических наук : 02.00.00. — Алма-Ата, 1956. — 110 с. : ил.
- Разработка физико-химических основ создания новых пьезоэлектрических материалов и методов их получения [Текст] : Автореферат дис. на соискание ученой степени доктора химических наук. 02.00.04 / Науч.-исслед. физ.-хим. ин-т им. Л. Я. Карпова. — Москва : [б. и.], 1974. — 61 с. : ил.

Профессор Донецкого университета.
Доктор химических наук (1975), профессор (1977), член-корреспондент АН Украины (1978).
Лауреат Государственных премий СССР (1975) и УССР (1984) в области науки и техники.
Соавтор и редактор книг:
- Карлов, В. И. , Климов, В. В., Савенкова, Г. Е., Швец, О. С. , Андреева, В. И., Кисель, Н. Г., Морозов, Е. М., Надежда, А. А. Ферритовые, сегнето-пьезоэлектрические и конденсаторные материалы и сырье для них, [Текст], труды института, Всесоюзный научно-исследовательский институт монокристаллов, сцинтилляционных материалов и особо чистых химических веществ, ВНИИмонокристаллов; [редкол.: Климов В. В. (отв. ред.) и др.] Харьков : [ВНИИреактивэлектрон] , 1977. — 149, [1] с. — ил., табл.
- Материалы для электроники (методы получения и анализа, исследование свойств) : сб. науч. тр. / ВНИИРеактивэлектрон; [редкол.: В. В. Климов (отв. ред.) [и др.]. — Москва : НИИТЭХИМ, 1981. — 152 с.
- Кисель, Т. П., Климов, В. В., Король, В. П., Савенкова, Г. Е., Маслова, В. М., Морозова, З. П. , Ожерельев, И. Д. , Стец, Р. Г. Химия и технология материалов для новой техники, [Текст], сборник научных трудов, ВНИИреактивэлектрон; [редкол.: В. В. Климов (отв. ред.) и др.] Москва : НИИТЭХИМ , 1986 .- 179 с. .- ил., табл.
- Абрамов, В. С., Прилипко, Ю. С., Тютюнник, В. Б., Титенко, А. Г., Комаров, В. П., Савенкова, Г. Е., Воробьева, А. М., Стрекалова, Е. П., Король, В. П., Шестова, О. Д., Дидковская, О. С., Шапаренко, С. Э., Приседский, В. В., Спиридонов, Н. А., Кисель, Т. П., Бронников, А. Н., Люшенко, В. С., Ивашкова, Н. И., Климов, В. В., Удодов, И. А. , Пащенко, В. П. Реактивы и материалы для современной техники (технология, исследование, анализ), [Текст], [сборник], ВНИИреактивэлектрон; [редкол.: В. В. Климов (отв. ред.) и др.] Москва : НИИТЭХИМ , 1989 .- 145, [1] с. .- ил., табл.
- Химия и технология материалов для электронной техники : сборник научных трудов /ВНИИреактивэлектрон; [редкол.: Климов В. В. (отв. ред.) и др.] Москва НИИТЭХИМ 1990 163, [1] с. ил., табл. 21 см